# Jens Veggerby
Jens Veggerby (Copenhaga, 20 de outubro de 1962) é um desportista dinamarquês que competiu no ciclismo na modalidade de pista, especialista nas provas de meio fundo e madison; ainda que também disputou carreiras de rota.
Ganhou duas medalhas no Campeonato Mundial de Ciclismo em Pista, ouro em 1993 e prata em 1992, e quatro medalhas no Campeonato Europeu de Ciclismo em Pista entre os anos 1990 e 1997.

## Medalheiro internacional
| Campeonato Mundial | Campeonato Mundial   | Campeonato Mundial | Campeonato Mundial |
| Ano                | Lugar                | Medalha            | Competição         |
| ------------------ | -------------------- | ------------------ | ------------------ |
| 1992               | Valencia ( Espanha)  | Medalha de prata   | Meio fundo (P)     |
| 1993               | Hamar ( Noruega)     | Medalha de ouro    | Meio fundo         |
| Campeonato Europeu |                      |                    |                    |
| Ano                | Lugar                | Medalha            | Competição         |
| 1990               | Grenoble ( França)   | Medalha de prata   | Omnium             |
| 1990               | Grenoble ( França)   | Medalha de ouro    | Madison            |
| 1996               | Zurique ( Suíça )    | Medalha de ouro    | Madison            |
| 1997               | Dortmund ( Alemanha) | Medalha de ouro    | Madison            |

## Palmarés em pista
- 1989

1.º nos Seis dias de Copenhaga (com Danny Clark)
- 1990

Campeão da Europa de Madison (com Pierangelo Bincoletto)
- 1991

1.º nos Seis dias de Copenhaga (com Danny Clark)
- 1992

1.º nos Seis dias de Antuérpia (com Stan Tourné)
1.º nos Seis dias de Gante (com Etienne De Wilde)
- 1993

 Campeão do mundo de médio fundo por trás de motocicleta
1.º nos Seis dias de Copenhaga (com Rolf Sørensen)
- 1994

1.º nos Seis dias de Antuérpia (com Etienne De Wilde)
1.º nos Seis dias de Stuttgart (com Etienne De Wilde)
- 1995

1.º nos Seis dias de Herning (com Jimmi Madsen)
- 1996

Campeonato da Europa Madison  (com Jimmi Madsen)
 Campeão da Dinamarca de Madison (com Jimmi Madsen)
1.º nos Seis dias de Stuttgart (amb Jimmi Madsen)
- 1997

Campeonato da Europa Madison (com Jimmi Madsen)
1.º nos Seis dias de Copenhaga (com Jimmi Madsen)
1.º nos Seis dias de Herning (com Jimmi Madsen)
1.º nos Seis dias de Berlim (com Olaf Ludwig)
- 1998

1.º nos Seis dias de Bremen (com Jimmi Madsen)

## Palmarés em estrada
- 1982

Vencedor de uma etapa da Volta à Suécia
- 1988

Vencedor de 2 etapas do United Texas Tour
- 1989

Vencedor de uma etapa do Volta à Romandia.

### Resultados no Tour de France
- 1988. 113.º da classificação geral
- 1989. eliminado (10. ª etapa)

### Resultados ao Giro de Itália
- 1984. 40.º da classificação geral
- 1985. 40.º da classificação geral
- 1986. 27.º da classificação geral
- 1988. Abandona (12. ª etapa)